# Of the Night
Of the Night is de zevende single van de Britse band Bastille. De single werd in oktober 2013 als download uitgebracht. Het is een licht aangepaste versie van het nummer dat te vinden is op de eerste mixtape van de groep, Other People's Heartache. Het staat tevens op het album All This Bad Blood.

## Corona en Snap!
Het nummer is samengesteld uit een introductie uit Rhythm is a Dancer van Snap!, waarna het verdergaat als Rhythm of the Night van Corona. Het nummer wordt uitgevoerd door Bastille zelf. Tussen en tijdens de zangpartijen zijn bewerkte samples uit het originele nummer hoorbaar.

## Muziekvideo
Een muziekvideo bij het nummer werd op YouTube geplaatst op 9 oktober 2013. De video duurt 3 minuten en 51 seconden.